# Miguel Molina
Miguel Molina González (Girona, 1989. február 17. –) spanyol autóversenyző, a WEC-ben a Ferrari gyári versenyzője.

## Eredményei

### Karrier összefoglaló
| Szezon  | Bajnokság                       | Csapat                         | Verseny | Győzelem | Pole | Leggyorsabb kör | Dobogó | Pont | Helyezés |
| ------- | ------------------------------- | ------------------------------ | ------- | -------- | ---- | --------------- | ------ | ---- | -------- |
| 2004    | Spanyol Formula Junior 1600     |                                |         |          |      |                 |        | 52   | 6.       |
| 2005    | Formula Renault 2.0 Európa-kupa | Pons Racing                    | 16      | 0        | 0    | 0               | 0      | 3    | 28.      |
| 2006    | Spanyol Formula–3-as bajnokság  | Racing Engineering             | 15      | 1        | 0    | 0               | 6      | 73   | 6.       |
| 2006    | Formula Renault 3.5 Series      | GD Racing                      | 6       | 0        | 0    | 0               | 0      | 1    | 32.      |
| 2007    | Formula Renault 3.5 Series      | Pons Racing                    | 16      | 2        | 0    | 1               | 4      | 66   | 7.       |
| 2008    | Formula Renault 3.5 Series      | Prema Powerteam                | 17      | 2        | 1    | 0               | 4      | 79   | 4.       |
| 2009    | Formula Renault 3.5 Series      | Ultimate Motorsport            | 13      | 0        | 0    | 2               | 3      | 64   | 8.       |
| 2009    | Superleague Formula             | Al Ain                         | 2       | 0        | 0    | 0               | 0      | 135  | 19.      |
| 2010    | DTM                             | Abt Sportsline                 | 11      | 0        | 0    | 1               | 0      | 15   | 10.      |
| 2011    | DTM                             | Abt Sportsline                 | 10      | 0        | 2    | 0               | 1      | 11   | 11.      |
| 2012    | DTM                             | Phoenix Racing                 | 10      | 0        | 0    | 0               | 0      | 8    | 18.      |
| 2013    | DTM                             | Phoenix Racing                 | 10      | 0        | 0    | 0               | 0      | 19   | 17.      |
| 2014    | DTM                             | Audi Sport Team Abt Sportsline | 10      | 0        | 1    | 1               | 1      | 32   | 17.      |
| 2014    | Stock Car Brasil                | Mobil Super Racing             | 1       | 0        | 0    | 0               | 0      | 0    | HN‡      |
| 2015    | DTM                             | Audi Sport Team Abt Sportsline | 18      | 1        | 2    | 1               | 2      | 54   | 17.      |
| 2016    | DTM                             | Audi Sport Team Abt Sportsline | 18      | 2        | 1    | 1               | 3      | 66   | 13.      |
| 2017    | WEC                             | Spirit of Race                 | 8       | 1        | 0    | 3               | 4      | 97   | 5.       |
| 2017    | WEC                             | AF Corse                       | 1       | 0        | 0    | 0               | 0      | 32,5 | 13.      |
| 2017    | Blancpain GT Endurance-kupa     | AF Corse                       | 5       | 0        | 0    | 0               | 1      | 46   | 4.       |
| 2017    | Intercontinental GT Challenge   | Ferrari                        | 1       | 0        | 0    | 0               | 0      | 0    | HN       |
| 2018    | Blancpain GT Endurance-kupa     | SMP Racing                     | 5       | 0        | 1    | 1               | 1      | 23   | 20.      |
| 2018    | Európai Le Mans-széria          | JMW Motorsport                 | 6       | 2        | 2    | 2               | 3      | 88   | 2.       |
| 2018    | Pirelli World Challenge         | R. Ferri Motorsport            | 4       | 2        | 0    | 0               | 3      | 86   | 10.      |
| 2018    | SprintX GT-bajnokság            | R. Ferri Motorsport            | 10      | 6        | 1    | 3               | 8      | 224  | 1.       |
| 2018–19 | WEC                             | AF Corse                       | 3       | 0        | 0    | 0               | 0      | 22   | 20.      |
| 2019    | Blancpain GT Amerika            | R. Ferri Motorsport            | 10      | 3        | 1    | 3               | 8      | 181  | 4.       |
| 2019    | Blancpain GT Endurance-kupa     | SMP Racing                     | 5       | 1        | 0    | 0               | 2      | 73   | 2.       |
| 2019    | Intercontinental GT Challenge   | Ferrari                        | 3       | 1        | 0    | 0               | 1      | 25   | 15.      |
| 2019–20 | WEC                             | AF Corse                       | 8       | 0        | 0    | 1               | 2      | 86   | 8.       |
| 2020    | GT Európa Endurance-kupa        | SMP Racing                     | 3       | 0        | 0    | 0               | 0      | 0    | HN       |
| 2021    | WEC                             | AF Corse                       | 6       | 0        | 1    | 3               | 3      | 92   | 4.       |
| 2021    | Európai Le Mans-széria          | Iron Lynx                      | 6       | 3        | 0    | 0               | 6      | 126  | 1.       |
| 2021    | Intercontinental GT Challenge   | Ferrari                        | 2       | 0        | 0    | 0               | 1      | 19   | 10.      |
| 2022    | WEC                             | AF Corse                       | 6       | 1        | 0    | 0               | 5      | 131  | 3.       |
| 2022    | GT Európa Endurance-kupa        | Iron Lynx                      | 5       | 0        | 0    | 0               | 1      | 37   | 10.      |
| 2022    | Európai Le Mans-széria          | JMW Motorsport                 | 1       | 0        | 0    | 0               | 1      | 15   | 19.      |
| 2023    | WEC                             | Ferrari – AF Corse             | 7       | 0        | 2    | 0               | 4      | 120  | 3.       |
| 2023    | Ázsiai Le Mans-szária           | AF Corse                       | 4       | 0        | 0    | 0               | 1      | 23   | 7.       |
| 2024    | WEC                             | Ferrari – AF Corse             | 0       | 0        | 0    | 0               | 0      | 0    | —        |

* A szezon jelenleg is zajlik.
‡ Mivel Molina vendégpilóta volt, ezért nem részesült pontokban.

### Teljes Formula Renault 3.5 Series eredménylistája
(Táblázat értelmezése)

(Félkövér: pole-pozícióból indult; dőlt: leggyorsabb kört futott) 

| Év   | Csapat              | 1        | 2        | 3        | 4       | 5        | 6        | 7        | 8        | 9        | 10       | 11       | 12       | 13       | 14       | 15       | 16       | 17       | Helyezések | Pont |
| ---- | ------------------- | -------- | -------- | -------- | ------- | -------- | -------- | -------- | -------- | -------- | -------- | -------- | -------- | -------- | -------- | -------- | -------- | -------- | ---------- | ---- |
| 2006 | GD Racing           | ZOL 1    | ZOL 2    | MON 1    | IST 1   | IST 2    | MIS 1    | MIS 2    | SPA 1    | SPA 2    | NÜR 1    | NÜR 2    | DON 1 18 | DON 2 22 | LMS 1 13 | LMS 2 15 | CAT 1 11 | CAT 2 10 | 32.        | 1    |
| 2007 | Pons Racing         | MNZ 1 8  | MNZ 2 Ki | NÜR 1 10 | NÜR 2 3 | MON 1 13 | HUN 1 20 | HUN 2 15 | SPA 1 Ni | SPA 2 11 | DON 1 12 | DON 2 11 | MAG 1 8  | MAG 2    | EST 1    | EST 2 Ki | CAT 1    | CAT 2 15 | 7.         | 66   |
| 2008 | Prema Powerteam     | MNZ 1 Ki | MNZ 2 Ki | SPA 1 9  | SPA 2 6 | MON 1 9  | SIL 1 23 | SIL 2 Ki | HUN 1 Ki | HUN 2 3  | NÜR 1 Ki | NÜR 2 1  | BUG 1 2  | BUG 2 5  | EST 1 7  | EST 2 1  | CAT 1 Ki | CAT 2 7  | 4.         | 79   |
| 2009 | Ultimate Motorsport | CAT 1 9  | CAT 2 14 | SPA 1 3  | SPA 2 3 | MON 1 4  | HUN 1 7  | HUN 2 Ki | SIL 1 9  | SIL 2 Ki | BUG 1 9  | BUG 2    | ALG 1 7  | ALG 2 4  | NÜR 1    | NÜR 2    | ALC 1    | ALC 2    | 8.         | 64   |

† A versenyt nem fejezte be, de helyezését értékelték, mert a versenytáv több, mint 90%-át teljesítette.

### Superleague Formula
(táblázat értelmezése)
| Év   | Csapat                     | 1     | 2     | 3   | 4   | 5   | 6   | 7   | 8   | 9   | 10  | 11  | 12  | Helyezés | Pont |
| ---- | -------------------------- | ----- | ----- | --- | --- | --- | --- | --- | --- | --- | --- | --- | --- | -------- | ---- |
| 2009 | Al Ain Ultimate Motorsport | MAG 9 | MAG 4 | ZOL | ZOL | DON | DON | EST | EST | MNZ | MNZ | JAR | JAR | 19.      | 135  |

#### Super Final
| Év   | Csapat                     | 1      | 2   | 3   | 4   | 5   | 6   |
| ---- | -------------------------- | ------ | --- | --- | --- | --- | --- |
| 2009 | Al Ain Ultimate Motorsport | MAG Nk | ZOL | DON | EST | MNZ | JAR |

### Teljes DTM eredménylistája
(Táblázat értelmezése)

(Félkövér: pole-pozícióból indult; dőlt: leggyorsabb kört futott) 

| Év   | Csapat                         | Autó             | 1        | 2        | 3        | 4        | 5        | 6        | 7        | 8        | 9        | 10       | 11       | 12       | 13       | 14       | 15       | 16       | 17       | 18       | Helyezések | Pont |
| ---- | ------------------------------ | ---------------- | -------- | -------- | -------- | -------- | -------- | -------- | -------- | -------- | -------- | -------- | -------- | -------- | -------- | -------- | -------- | -------- | -------- | -------- | ---------- | ---- |
| 2010 | Abt Sportsline                 | Audi A4 DTM 2008 | HOC 8    | VAL 8    | LAU 13   | NOR Ki   | NÜR 14   | ZAN 5    | BRH 4    | OSC Ki   | HOC Ki   | ADR 17   | SHA 5    |          |          |          |          |          |          |          | 10.        | 15   |
| 2011 | Abt Sportsline                 | Audi A4 DTM 2008 | HOC 16   | ZAN 14   | SPL 11   | LAU 16   | NOR 12   | NÜR 12   | BRH Ki   | OSC 8    | VAL 5    | HOC 3    |          |          |          |          |          |          |          |          | 11.        | 11   |
| 2012 | Phoenix Racing                 | Audi A5 DTM      | HOC 9    | LAU 15   | BRH 7    | SPL Ki   | NOR 12   | NÜR 15   | ZAN Ki   | OSC 15   | VAL Ki   | HOC Ki   |          |          |          |          |          |          |          |          | 18.        | 8    |
| 2013 | Phoenix Racing                 | Audi RS5 DTM     | HOC 15   | BRH 11   | SPL 14   | LAU 16   | NOR 14   | MSC Ki   | NÜR 8    | OSC 8    | ZAN 10   | HOC 5    |          |          |          |          |          |          |          |          | 17.        | 19   |
| 2014 | Audi Sport Team Abt Sportsline | Audi RS5 DTM     | HOC 13   | OSC 6    | HUN 2    | NOR 22†  | MSC 12   | SPL 11   | NÜR Ki   | LAU 9    | ZAN 18†  | HOC 8    |          |          |          |          |          |          |          |          | 17.        | 32   |
| 2015 | Audi Sport Team Abt Sportsline | Audi RS5 DTM     | HOC 1 Ki | HOC 2 18 | LAU 1 4  | LAU 2 3  | NOR 1 20 | NOR 2 17 | ZAN 1 Ki | ZAN 2 12 | SPL 1 18 | SPL 2 13 | MSC 1 Ki | MSC 2 14 | OSC 1 9  | OSC 2 Ki | NÜR 1 Ki | NÜR 2 1  | HOC 1 17 | HOC 2 11 | 17.        | 54   |
| 2016 | Audi Sport Team Abt            | Audi RS5 DTM     | HOC 1 10 | HOC 2 Ki | SPL 1 19 | SPL 2 14 | LAU 2 1  | LAU 2 19 | NOR 1 17 | NOR 2 14 | ZAN 1 18 | ZAN 2 Ki | MSC 1 17 | MSC 2 11 | NÜR 1 15 | NÜR 2 20 | HUN 1 3  | HUN 2 18 | HOC 1    | HOC 2 14 | 13.        | 66   |

† A versenyt nem fejezte be, de helyezését értékelték, mert a versenytáv több, mint 90%-át teljesítette.

### Daytonai 24 órás autóverseny
| Év   | Csapat            | Csapattárs                                                       | Autó            | Kategória | Kör | Összetett Helyezés | Kategória Helyezés |
| ---- | ----------------- | ---------------------------------------------------------------- | --------------- | --------- | --- | ------------------ | ------------------ |
| 2018 | Risi Competizione | Santiago Creel Martin Fuentes Ricardo Pérez de Lara Matt Griffin | Ferrari 488 GT3 | GTD       | 715 | 39.                | 17.                |
| 2019 | Risi Competizione | Davide Rigon James Calado Alessandro Pier Guidi                  | Ferrari 488 GTE | GTLM      | 571 | 11.                | 2.                 |
| 2023 | AF Corse          | Francesco Castellacci Simon Mann Luis Pérez Companc              | Ferrari 296 GT3 | GTD       | 655 | Kiesett            | Kiesett            |
| 2024 | AF Corse          | François Heriau Simon Mann Kozzolino Kei                         | Ferrari 296 GT3 | GTD       |     |                    |                    |

### Le Mans-i 24 órás autóverseny
| Év   | Csapat             | Csapattárs                    | Autó                | Kategória | Kör | Összetett Helyezés | Kategória Helyezés |
| ---- | ------------------ | ----------------------------- | ------------------- | --------- | --- | ------------------ | ------------------ |
| 2017 | AF Corse           | Davide Rigon Sam Bird         | Ferrari 488 GTE     | GTE Pro   | 339 | 21.                | 5.                 |
| 2018 | AF Corse           | Davide Rigon Sam Bird         | Ferrari 488 GTE Evo | GTE Pro   | 338 | 24.                | 9.                 |
| 2019 | AF Corse           | Davide Rigon Sam Bird         | Ferrari 488 GTE Evo | GTE Pro   | 140 | Kiesett            | Kiesett            |
| 2020 | AF Corse           | Davide Rigon Sam Bird         | Ferrari 488 GTE Evo | GTE Pro   | 340 | HN                 | HN                 |
| 2021 | AF Corse           | Daniel Serra Sam Bird         | Ferrari 488 GTE Evo | GTE Pro   | 331 | 37.                | 5.                 |
| 2022 | AF Corse           | Antonio Fuoco Davide Rigon    | Ferrari 488 GTE Evo | GTE Pro   | 349 | 30.                | 3.                 |
| 2023 | Ferrari – AF Corse | Antonio Fuoco Nicklas Nielsen | Ferrari 499P        | Hypercar  | 337 | 5.                 | 5.                 |
| 2024 | Ferrari – AF Corse | Antonio Fuoco Nicklas Nielsen | Ferrari 499P        | Hypercar  |     |                    |                    |

### Teljes FIA World Endurance Championship eredménysorozata
(Táblázat értelmezése)

(Félkövér: pole-pozícióból indult; dőlt: leggyorsabb kört futott) 

| Év      | Csapat             | Osztály   | Autó                | Motor                         | 1      | 2     | 3      | 4      | 5     | 6     | 7      | 8      | 9     | Helyezés | Pont |
| ------- | ------------------ | --------- | ------------------- | ----------------------------- | ------ | ----- | ------ | ------ | ----- | ----- | ------ | ------ | ----- | -------- | ---- |
| 2017    | Spirit of Race     | LMGTE Am  | Ferrari 488 GTE     | Ferrari F154CB 3.9 L Turbo V8 | SIL Ki | SPA 4 |        | NÜR 2  | MEX 4 | COA 3 | FUJ 1  | SHA Ki | BHR 3 | 5.       | 97   |
| 2017    | AF Corse           | LMGTE Pro | Ferrari 488 GTE     | Ferrari F154CB 3.9 L Turbo V8 |        |       | LMS 4  |        |       |       |        |        |       | 13.      | 32,5 |
| 2018–19 | AF Corse           | LMGTE Pro | Ferrari 488 GTE Evo | Ferrari F154CB 3.9 L Turbo V8 | SPA    | LMS 6 | SIL    | FUJ    | SHA   | SEB 6 | SPA    | LMS Ki |       | 20.      | 22   |
| 2019–20 | AF Corse           | LMGTE Pro | Ferrari 488 GTE Evo | Ferrari F154CB 3.9 L Turbo V8 | SIL Ki | FUJ 5 | SHA 6  | BHR 2  | COA 5 | SPA 6 | LMS Hn | BHR 3  |       | 8.       | 86   |
| 2021    | AF Corse           | LMGTE Pro | Ferrari 488 GTE Evo | Ferrari F154CB 3.9 L Turbo V8 | SPA 3  | ALG 2 | MNZ 4  | LMS 10 | BHR 4 | BHR 3 |        |        |       | 4.       | 92   |
| 2022    | AF Corse           | LMGTE Pro | Ferrari 488 GTE Evo | Ferrari F154CB 3.9 L Turbo V8 | SEB 6  | SPA 3 | LMS 3  | MNZ 2  | FUJ 2 | BHR 1 |        |        |       | 3.       | 131  |
| 2023    | Ferrari – AF Corse | Hypercar  | Ferrari 499P        | Ferrari 3.0 L Turbo V6        | SEB 3  | ALG 2 | SPA Ki | LMS 4  | MNZ 2 | FUJ 4 | BHR 3  |        |       | 3.       | 120  |
| 2024    | Ferrari – AF Corse | Hypercar  | Ferrari 499P        | Ferrari 3.0 L Turbo V6        | QAT    | IMO   | SPA    | LMS    | SÃO   | COA   | FUJ    | BHR    |       | *        | *    |

* A szezon jelenleg is zajlik.
† A versenyt nem fejezte be, de helyezését értékelték, mert a versenytáv több, mint 90%-át teljesítette.

### Teljes Európai Le Mans-széria eredménylistája
(Táblázat értelmezése)

(Félkövér: pole-pozícióból indult; dőlt: leggyorsabb kört futott) 

| Év   | Csapat         | Osztály | Autó                | Motor                                 | 1     | 2     | 3      | 4     | 5      | 6     | Helyezés | Pont |
| ---- | -------------- | ------- | ------------------- | ------------------------------------- | ----- | ----- | ------ | ----- | ------ | ----- | -------- | ---- |
| 2018 | JMW Motorsport | LMGTE   | Ferrari 488 GTE     | Ferrari F154CB 3.9 L Turbo V8         | LEC 1 | MNZ 4 | RBR Ki | SIL 1 | SPA 4‡ | ALG 2 | 2.       | 88   |
| 2021 | Iron Lynx      | LMGTE   | Ferrari 488 GTE Evo | Ferrari F154CB 3.9 L Turbo V8         | CAT 1 | RBR 3 | LEC 1  | MNZ 2 | SPA 2  | ALG 1 | 1.       | 126  |
| 2022 | JMW Motorsport | LMGTE   | Ferrari 488 GTE Evo | Ferrari Ferrari F154CB 3.9 L Turbo V8 | LEC   | IMO   | MNZ    | CAT 3 | SPA    | ALG   | 19.      | 15   |

† A versenyt nem fejezte be, de helyezését értékelték, mert a versenytáv több, mint 90%-át teljesítette.
‡ A versenyt félbeszakították, és mivel nem teljesítették a táv 75%-át, így csak a pontok felét kapta meg.

### Közösségi oldalai
- Miguel Molina hivatalos Facebook közösségi weboldala
- Miguel Molina hivatalos Twitter közösségi weboldala
- Miguel Molina hivatalos Instagram közösségi weboldala